# Gunnar Staalesen
Œuvres principales
- L'Écriture sur le mur
- Comme dans un miroir
- Trilogie Le Roman de Bergen

Gunnar Staalesen, né le 19 octobre 1947 à Bergen, est un écrivain et dramaturge norvégien, auteur de nombreux romans policiers.

## Biographie
Il étudie l'anglais et le français et fait des études supérieures en littérature à l'Université de Bergen, où il reçoit le grade universitaire de candidatus philologiæ. Il travaille ensuite au Den Nationale Scene, le plus important théâtre de Bergen, où il fera jouer, à partir des années 1980, plusieurs de ses pièces de théâtre.
Il commence à publier des romans en 1969. Outre deux recueils de nouvelles, seize d'entre eux, et les plus célèbres, sont des romans noirs influencés de Raymond Chandler et Ross Macdonald qui mettent en scène Varg Veum, un ancien salarié de la Protection de l'Enfance devenu détective privé après avoir eu la main un peu trop lourde sur un dealer, et qui s'occupe désormais d'aller chercher des fugueuses jusqu'à Copenhague ou d'enquêter sur des meurtres, non sans que son grand ennemi de la police de Bergen, Muus, lui mette des bâtons dans les roues. Varg est divorcé, ressasse encore et toujours ses déboires passés et présents avec la gent féminine, tout en noyant ses pensées dans l'aquavit.
Au fil des romans le lecteur s'immerge dans le Bergen des années 1980 en pleine transformation urbaine, où règnent le meurtre et la toxicomanie. Un Bergen de paradoxes, de maisons cossues et de taudis, de prostituées et d'avocats renommés. La vision sociale très réaliste de l'auteur porte un coup sérieux au célèbre modèle social scandinave.
Douze des seize romans policiers ayant pour héros Varg Veum ont été adaptés au cinéma. Le personnage y est incarné par l'acteur Trond Espen Seim.
Gunnar Staalesen est également l'auteur d'une trilogie historique intitulée le Roman de Bergen.

## Œuvres

### Série policièreVarg Veum
1. Le Loup dans la bergerie, Le Rocher, 1994 ((no) Bukken til havresekken, 1977), trad. Olivier Gouchet  (ISBN 2-268-01765-6)Réédition, Gaïa, 2001 (ISBN 2-910030-95-4)[1] puis Gallimard, coll. « Folio policier » no 332, 2004 (ISBN 2-07-030499-X)
2. Pour le meilleur et pour le pire[2], Gaïa, 2002 ((no) Din, til døden, 1979), trad. Elisabeth Tangen et Alexis Fouillet  (ISBN 2-910030-99-7)Réédition, Gallimard, coll. « Folio policier » no 338, 2004 (ISBN 2-07-031094-9)
3. La belle dormit cent ans[3], Gaïa, 2002 ((no) Tornerose sov i hundre år, 1980), trad. Elisabeth Tangen et Alexis Fouillet  (ISBN 2-84720-006-1)Réédition, Gallimard, coll. « Folio policier » no 362, 2005 (ISBN 2-07-031095-7)
4. La Femme dans le frigo[4], Gaïa, 2003 ((no) Kvinnen i kjøleskapet, 1981), trad. Elisabeth Tangen  (ISBN 2-84720-028-2)Réédition, Gallimard, coll. « Folio policier » no 409, 2006 (ISBN 2-07-031561-4)
5. La nuit, tous les loups sont gris[5], Gaïa, 2005 ((no) I mørket er alle ulver grå, 1983), trad. Alexis Fouillet  (ISBN 2-84720-058-4)Réédition, Gallimard, coll. « Folio policier » no 448, 2006 (ISBN 2-07-031561-4)
6. Brebis galeuses, L'Aube, 1997 ((no) Svarte får, 1988), trad. Olivier Gouchet  (ISBN 2-87678-370-3)
7. Anges déchus[6], Gaïa, 2005 ((no) Falne engler, 1989), trad. Elisabeth Tangen et Alexis Fouillet  (ISBN 2-910030-92-X)Réédition, Gallimard, coll. « Folio policier » no 509, 2008 (ISBN 978-2-07-033725-5)
8. Fleurs amères[7], Gaïa, 2008 ((no) Bitre blomster, 1991), trad. Alexis Fouillet  (ISBN 978-2-84720-129-1)Réédition, Gallimard, coll. « Folio policier » no 598, 2010 (ISBN 978-2-07-039927-7)
9. Les chiens enterrés ne mordent pas[8], Gaïa, 2009 ((no) Begravde hunder biter ikke, 1993), trad. Alexis Fouillet  (ISBN 978-2-84720-146-8)Réédition, Gallimard, coll. « Folio policier » no 607, 2011 (ISBN 978-2-07043747-4)
10. L'Écriture sur le mur[9], Gaïa, 2011 ((no) Skriften på veggen, 1995), trad. Alexis Fouillet  (ISBN 978-2-84720-183-3)Réédition, Gallimard, coll. « Folio policier » no 669, 2012 (ISBN 978-2-07-044399-4)
11. (no) De døde har det godt, 1996
12. Comme dans un miroir[10], Gaïa, 2012 ((no) Som i et speil, 2002), trad. Alexis Fouillet  (ISBN 978-2-84720-259-5)Réédition, Gallimard, coll. « Folio policier » no 704, 2013 (ISBN 978-2-07-045226-2)
13. Face à face[11], Gaïa, 2013 ((no) Ansikt til ansikt, 2004), trad. Alexis Fouillet  (ISBN 978-2-84720-321-9)Réédition, Gallimard, coll. « Folio policier » no 757, 2015 (ISBN 978-2-07-045809-7)
14. L'Enfant qui criait au loup[12], Gaïa, 2014 ((no) Dodens Drabanter, 2006), recueil de nouvelles, trad. Alexis Fouillet  (ISBN 978-2-84720-435-3)Réédition, Gallimard, coll. « Folio policier » no 810, 2016 (ISBN 978-2-07-046477-7)
15. Cœurs glacés[13], Gaïa, 2015 ((no) Kalde hjerter, 2008), trad. Alexis Fouillet  (ISBN 978-2-84720-628-9)Réédition, Gallimard, coll. « Folio policier » no 839, 2017 (ISBN 978-2-07-079234-4)
16. Le vent l'emportera, Gaïa, 2017 ((no) Vi skal arve vinden, 2010), trad. Alex Fouillet  (ISBN 978-2-84720-792-7)Réédition, Gallimard, coll. « Folio policier » no 868, 2018 (ISBN 978-2-07-280523-3)
17. Où les roses ne meurent jamais, Gaïa, 2018 ((no) Der hvor roser aldri dør, 2012), trad. Alexis Fouillet  (ISBN 978-2-84720-871-9)Réédition, Gallimard, coll. « Folio policier » no 898, 2019 (ISBN 978-2-07-284133-0)
18. Piège à loup, Gaïa, 2019 ((no) Ingen er så trygg i fare, 2014), trad. Alexis Fouillet  (ISBN 978-2-84720-939-6)Réédition, Gallimard, coll. « Folio policier » no 921, 2020 (ISBN 978-2-07-289569-2)
19. Grande Sœur, Gaïa, 2021 ((no) Storesøster, 2016), trad. Alexis Fouillet  (ISBN 978-2-330-14944-4)Réédition, Gallimard, coll. « Folio policier » no 1004, 2024 (ISBN 978-2-07-303648-3)

### Trilogie duRoman de Bergen
Chacun des romans de la trilogie a été publié en un volume en Norvège, puis a été édité en deux volumes en France.
1. 1900 : L'Aube[14], Gaïa, 2007 ((no) 1900. Morgenrød, 1997), trad. Alexis Fouillet  (ISBN 978-2-84720-084-3 et 978-2-84720-085-0)Réédition, Points no 2639 et no 2653, 2011 (ISBN 978-2-7578-2370-5 et 978-2-7578-2371-2)
2. 1950 : Le Zénith[15], Gaïa, 2007 ((no) 1950. High Noon, 1998), trad. Alexis Fouillet  (ISBN 978-2-84720-092-8 et 978-2-84720-093-5)Réédition, Points no 2822 et no 2850, 2012 (ISBN 978-2-7578-2803-8 et 978-2-7578-2833-5)
3. 1999 : Le Crépuscule[16], Gaïa, 2007 ((no) 1999. Aftensang, 2000), trad. Alexis Fouillet  (ISBN 978-2-84720-107-9 et 978-2-84720-108-6)Réédition, Points no 3210 et no 3211, 2014 (ISBN 978-2-7578-3873-0 et 978-2-7578-3874-7)
4. 2020 : Post festum[17], Gaïa, 2025 ((no) 2020. Post festum, 2021), trad. Alexis Fouillet  (ISBN 978-2-330-20352-8)

### Romans indépendants
- (no) Rygg i rand, to i spann, 1975
- (no) Mannen som hatet julenisser, 1976
- (no) Uskyldigtider, 1969
- (no) Fortellingen om Barbara, 1971
- (no) Hekseringen, 1985, recueil de nouvelles

### Théâtre
- Vredens konfekter (1982), pièce radiophonique
- En usedvanlig travel dag på privatdetektivens kontor (1982), pièce radiophonique
- Mysteriet om barna som forsvant (1982), série de pièces radiophoniques
- Da va no eg so fekk fem (1986), comédie écrite en collaboration avec Terje Røed Fuglum
- Knut Gribb tar Bergenstoget (1986), comédie musicale
- Vaskerelvens Rose (1986)
- Døde sardiner (1987), livret d'opéra dont la musique est signée par Ketil Hvoslef
- Fredag den trettende (1989)
- Ved Fløifjellets fot (1989)
- Den siste Bøschen (1990), pièce radiophonique
- Hellemyrsfolket (1992)
- Dumbo og Maskefjes: Rygg i rand, to i spann (1993), série policière
- Mysteriet på Dovrebanen (1993)
- I mørket er alle ulver grå (1993), pièce radiophonique
- Sivert Skuteløs (1994)
- Svarte får (1998), pièce radiophonique
- Pappas hage (1999)
- Thomas Ryers testamente (2001), pièce radiophonique
- 1900: Maskespill og maskefall  (2002)
- Bitre blomster (2003), pièce radiophonique
- En vals med den grønne redsel (2003), pièce radiophonique
- Tusen år er som i går (2005)
- 1900. Christian Molands hemmelige liv (2005)
- Peder Påske–skuespill (2011)
- Thomas Ryers testamente (2001), pièce radiophonique